# Gbon Coulibaly
Pour les articles homonymes, voir Coulibaly.
 (février 2025).
La mise en forme du texte ne suit pas les recommandations de Wikipédia : il faut le « wikifier ».
Les points d'amélioration suivants sont les cas les plus fréquents. Le détail des points à revoir est peut-être précisé sur la page de discussion.
- Les titres sont pré-formatés par le logiciel. Ils ne sont ni en capitales, ni en gras.
- Le texte ne doit pas être écrit en capitales (les noms de famille non plus), ni en gras, ni en italique, ni en « petit »…
- Le gras n'est utilisé que pour surligner le titre de l'article dans l'introduction, une seule fois.
- L'italique est rarement utilisé : mots en langue étrangère, titres d'œuvres, noms de bateaux, etc.
- Les citations ne sont pas en italique mais en corps de texte normal. Elles sont entourées par des guillemets français : « et ».
- Les listes à puces sont à éviter, des paragraphes rédigés étant largement préférés. Les tableaux sont à réserver à la présentation de données structurées (résultats, etc.).
- Les appels de note de bas de page (petits chiffres en exposant, introduits par l'outil «  Source ») sont à placer entre la fin de phrase et le point final[comme ça].
- Les liens internes (vers d'autres articles de Wikipédia) sont à choisir avec parcimonie. Créez des liens vers des articles approfondissant le sujet. Les termes génériques sans rapport avec le sujet sont à éviter, ainsi que les répétitions de liens vers un même terme.
- Les liens externes sont à placer uniquement dans une section « Liens externes », à la fin de l'article. Ces liens sont à choisir avec parcimonie suivant les règles définies. Si un lien sert de source à l'article, son insertion dans le texte est à faire par les notes de bas de page.
- La présentation des références doit suivre les conventions bibliographiques. Il est recommandé d'utiliser les modèles {{Ouvrage}}, {{Chapitre}}, {{Article}}, {{Lien web}} et/ou {{Bibliographie}}. Le mode d'édition visuel peut mettre en forme automatiquement les références.
- Insérer une infobox (cadre d'informations à droite) n'est pas obligatoire pour parachever la mise en page.

Pour une aide détaillée, merci de consulter Aide:Wikification.
Si vous pensez que ces points ont été résolus, vous pouvez retirer ce bandeau et améliorer la mise en forme d'un autre article.
Gbon Coulibaly, né Péléforo Gbon Soro vers la fin des années 1860 et mort le 19 septembre 1962, est un chef coutumier des Sénoufos de la région de Poro en Côte d'Ivoire.

## Naissance et accession à la chefferie des Tiembara de Korhogo
Péléforo Gbon Soro naît vers la fin des années 1860 à Lagbasekaa, son village maternel. Il est élevé à la cour de son père, Soro Zouacognon, chef des Tiembara de Korhogo. Au début de l'année 1894, à la demande de ce dernier, il est envoyé auprès de la cour du roi Babemba Traoré à Sikasso, capitale du royaume du Kénédougou. Trois mois plus tard, en avril, son père décède de la variole ainsi que trois de ses frères.  Il retourne à Korhogo pour s'imposer à la tête de la chefferie, grâce au soutien militaire du roi Babemba Traoré. Ce faisant, il introduit une rupture dans le principe de transmission matrilinéaire du pouvoir. Il est alors initié au poro comme le recommande la coutume sénoufo, puis accède à la chefferie.

## Allégeance à Samory Touré
En août 1894, dans un contexte d'avancé en pays sénoufo de l'armée de l'almamy Samory Touré, fondateur de l'empire Wassoulou, Péléforo Gbon rompt tout lien avec le roi Babemba et envoie une délégation de chefs sénoufos présenter leur soumission aux conquérants mandingues. Sous l'influence de Samory, Péléforo Gbon Soro, animiste de naissance, se convertit à l’islam. Son patronyme sénoufo Soro se mue en patronyme mandé-dioula Coulibaly, et le prénom sénoufo Péléforo disparait de l’état civil. L’exemple de mutation patronymique du chef est suivi par la classe dirigeante sénoufo, mais aussi par les concitoyens de la région qui embrassent la religion musulmane et même par certains non musulmans par effet de mode.

## Allégeance au pouvoir colonial français
En 1898, lorsque les troupes françaises s'installent à Kong, Gbon Coulibaly rompt son allégeance à Samory Touré et se rallie aux français. En 1905, Gbon est nommé chef de canton par l'administration coloniale. Cette collaboration des élites de Korhogo avec le pouvoir colonial n'est consentie que dans la mesure où elle renforce les instruments économiques, idéologiques ou politiques de leur hégémonie régionale, et conforte leurs stratégies d'accumulation personnelle ou collective. En 1942, Gbon est nommé au poste honorifique de chef de province, tandis que son fils Bêma Coulibaly, lui, succède à la tête du canton de Korhogo, entérinant ainsi la fin de la transmission matrilinéaire de la fonction.

## Alliance avec Félix Houphouët-Boigny et le Syndicat agricole africain (SAA)
En 1945, il scelle une alliance avec Félix Houphouët-Boigny, par l'intermédiaire de son fils Dramane qui a épousé une femme baoulé. Dans un contexte où l'administration coloniale refuse l'accès au marché de la main d'œuvre aux planteurs ivoiriens, Gbon leur offre l'accès au recrutement massif de main d'œuvre sénoufo. En contre partie Félix Houphouët-Boigny assure à la famille de ce dernier le soutien politique du syndicat agricole africain (SAA). En 1946, Gbon soutient la création du Parti démocratique de Côte d'Ivoire (PDCI). Il meurt le 19 septembre 1962,.

## Famille
Péléforo Gbon Coulibaly est le père de Lanciné Gon Coulibaly, premier maire de Korhogo et ministre d'Henri Konan Bédié, le grand-père d'Issa Malick Coulibaly, directeur adjoint de cabinet et ministre de Laurent Gbagbo, et l'arrière-grand père du premier ministre Amadou Gon Coulibaly.

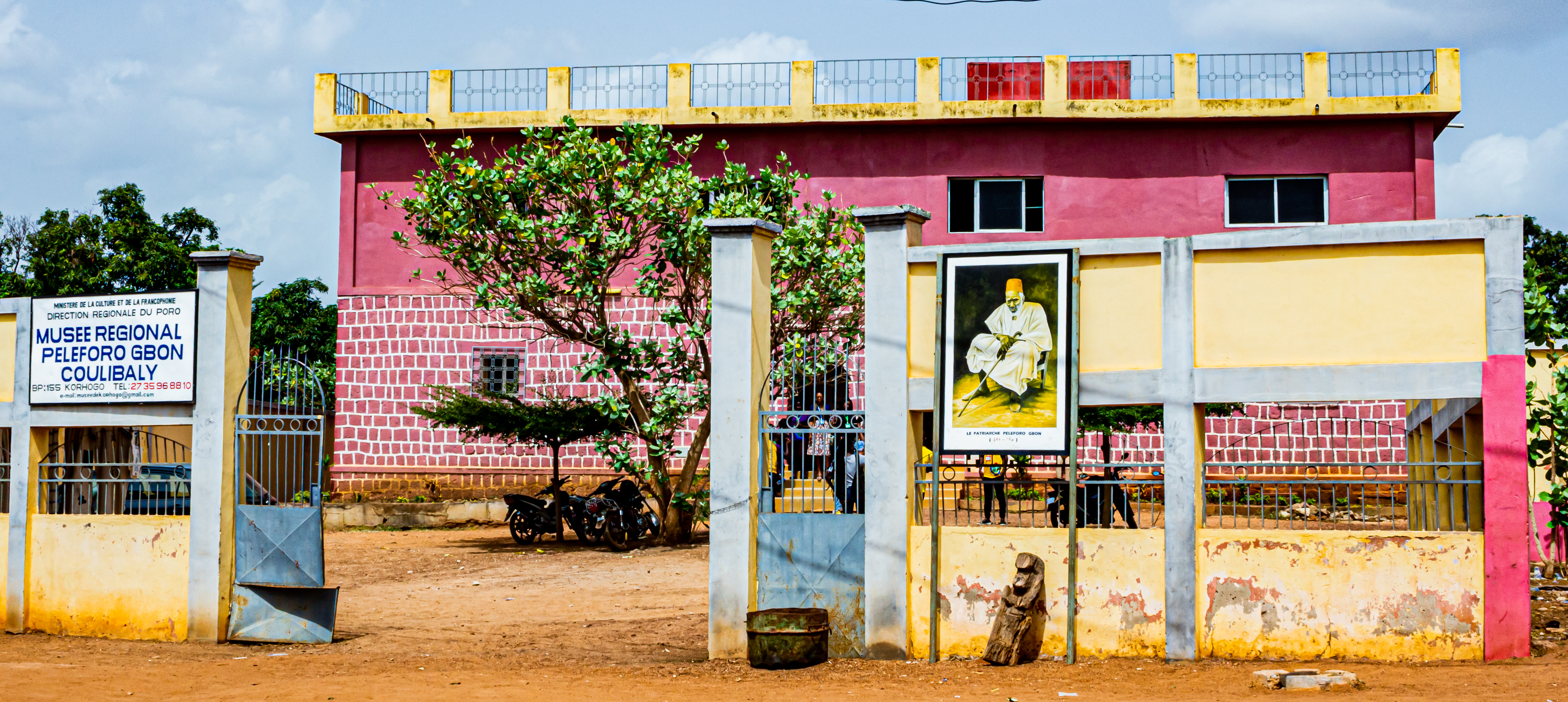
Maison de Gbon Coulibaly à Korhogo abritant le musée éponyme

## Hommages
L'université publique de la ville de Korhogo, l'université Péléforo-Gbon-Coulibaly, est nommée en son honneur. Le musée Pélèforo Gbon Coulibaly, créé en 1992 dans sa maison de Korhogo, lui est dédié,. L'effigie de Gbon Coulibaly est imprimée sur l'édition de 1945 des billets de 5000 francs CFA.

## Dates importantes
- 1905: Nomination de Gbon Coulibaly comme chef de canton avec l'avènement du régime d'administration civile[13].
- 1913: Invitation avec les autres chefs à l'inauguration de la gare ferroviaire de Bouaké en présence du gouverneur général William Ponty venu de Dakar spécialement pour présider la cérémonie.
- 1922: Participation de Gbon Coulibaly et Lalourgo, chef de Sinématiali, à l'exposition coloniale de Marseille sur invitation.
- 1938: Gbon Coulibaly devient officier de l'Etoile noir du Bénin.
- 1942: Nomination de Gbon Coulibaly comme chef de province des sénoufo.
- 1943: Bemba Coulibaly, fil de Gbon Coulibaly est nommé chef de canton de Korhogo.
- 1944: Rencontre entre Gbon Coulibaly et Félix Houphouët-Boigny ainsi que l'approbation de la création du syndicat agricole africain.
- 1945: Gbon Coulibaly fait voter tout le peuple sénoufo pour Félix Houphouët-Boigny aux élections à l'assemblée constituante, excepté les Nafambélé de Sinématiali.
- 1946: Gbon Coulibaly adhère au PDCI et au RDA.
- 1949: Vaine tentative effectuée par le gouverneur  Péchoux de détacher Gbon Coulibaly du RDA
- 19 septembre 1962: Mort de Gbon Coulibaly âgé de 102 ans. il sera élevé à titre posthume, par le président Félix Houphouët-Boigny, à la dignité de grand officier de l'ordre national[6].